# Oceanborn
Vous lisez un « bon article » labellisé en 2023.
Albums de Nightwish
Angels Fall First
(1997) Wishmaster
(2000)
Singles
1. Sacrament of Wilderness
Sortie : 26 novembre 1998
2. Walking in the Air
Sortie : 31 janvier 1999
3. Sleeping Sun
Sortie : 2 août 1999

Oceanborn est le second album studio du groupe finlandais de metal symphonique Nightwish, édité le 7 décembre 1998 en Finlande par Spinefarm Records puis dans le reste du monde dans la première moitié de 1999. Il est distribué par Drakkar Entertainment en Europe et par Toy’s Factory au Japon. L’album sort le 6 mars 2001 aux États-Unis chez Century Media Records.
Contrairement à leur premier album, Angels Fall First, qui s’oriente vers une musique acoustique et ambient, Oceanborn marque un tournant dans leur musique en se dirigeant vers un power metal symphonique avec une voix lyrique qui marquera l’identité musicale de Nightwish. Le groupe enregistre au studio Huvikeskus à Kitee d'août à septembre 1998. En complément des voix féminines de Tarja Turunen, les parties vocales masculines de l’album sont réalisées par Tapio Wilska (Nattvindens Gråt, Finntroll). C’est le premier album du groupe dans lequel Sami Vänskä est bassiste. Des musiciens classiques (violoncelle, violon, alto, flûte) viennent compléter les instruments du groupe. L'album est mixé aux studios Finnvox. Oceanborn contient le répertoire le plus difficile de la formation et les enregistrements sont éprouvants pour tous les membres de Nightwish.
L'opus est promu par le biais de trois singles : Sacrament of Wilderness, qui sort accompagné d'un clip vidéo le 25 novembre 1998, la reprise Walking in the Air le 31 janvier 1999 chez Spinefarm Records. Les deux singles se placent en 1re place des charts finlandais. Passion And The Opera est publié en décembre 1998 par Drakkar Records comme single promotionnel en Allemagne. La chanson Sleeping Sun sort comme single indépendant en août 1999, avant de figurer plus tard dans l’album comme titre bonus. Cette chanson contribue à accroître la popularité du groupe en Europe. Oceanborn entre dans les charts finlandais et allemands et obtient un disque d’or, avec 68 000 exemplaires vendus, puis de platine en Finlande.

## Contexte

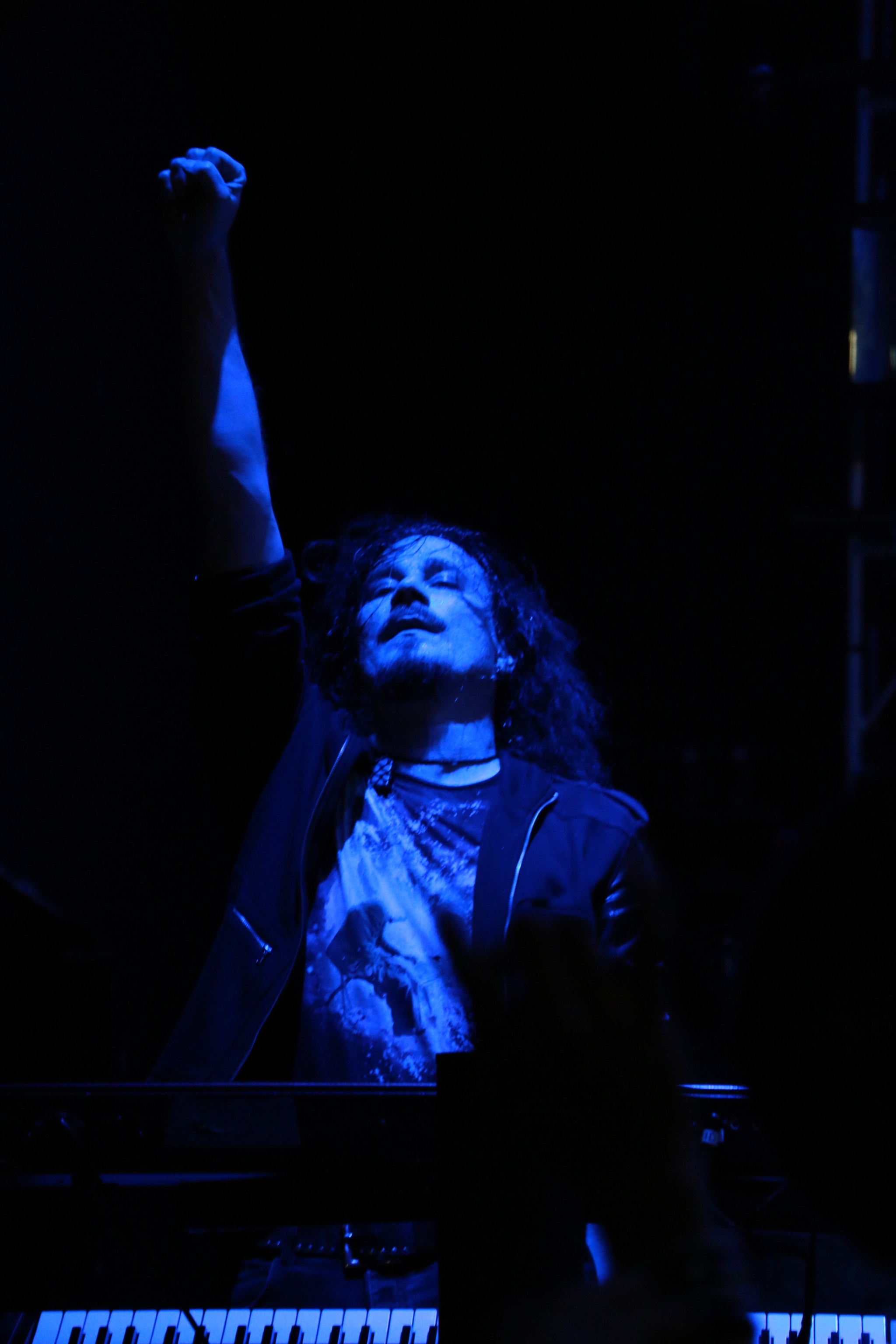
Tuomas Holopainen, claviériste et auteur-compositeur, est à l'origine de la création de Nightwish.

Au début des années 1990, Tuomas Holopainen, jeune musicien finlandais originaire de Kitee, joue comme claviériste de session dans quelques groupes de metal locaux comme Darkwoods My Betrothed, Nattvindens Gråt ou Dismal Silence,,,. En juillet 1996, alors âgé de 19 ans, il décide lors d’une nuit de feu de camp de former un groupe de musique acoustique et d’ambiant influencée par The 3rd and the Mortal, Theatre of Tragedy et The Gathering,,. Il invite très rapidement son ami Emppu Vuorinen à le rejoindre à la guitare et son ancienne camarade de classe la chanteuse lyrique Tarja Turunen, dont il ignore les capacités vocales,,,. Ensemble ils enregistrent entre décembre 1996 et janvier 1997 trois démos (Nightwish, d’où le groupe tire son nom,, The Forever Moments, et Etiäinen) avec l’aide de Tero Kinunen à la production,. La démo est envoyée à plusieurs maisons de disques comme Century Media, Spinefarm Records et Massacre Records, qui ne prennent pas la peine de leur répondre, ainsi qu'au magazine finlandais Soundi dont la critique est résumée par Holopainen comme ceci : « Groupe merdique, matériel merdique, aucun potentiel commercial »,,.
Lors de l’enregistrement les trois garçons découvrent que Turunen, à la suite de ses études à l’Académie Sibelius, possède une voix puissante et dramatique très éloignée de la voix « de jeune fille, claire, juvénile, très pure » de Kari Rueslåtten (The 3rd and The Mortal). Après discussion, le groupe décide que sa musique doit être plus puissante et grandiose pour correspondre à la voix de la chanteuse. Lors des répétitions suivantes, Emppu Vuorinen utilise une guitare électrique au lieu d’une acoustique en estimant qu’elle accompagnerait mieux la voix de Turunen et Holopainen décide que la musique de Nightwish doit s’orienter vers une musique plus metal. Jukka Nevalainen est invité par le guitariste à les rejoindre à la batterie, et Holopainen obtient un contrat avec Spinefarm Records,.
Nightwish enregistre entre décembre 1996 et octobre 1997 son premier album : Angels Fall First,. Celui-ci sort d’abord sous une édition sept titres, mais trouvant cette version pas encore assez aboutie, la maison de disques arrête le tirage au bout de 500 exemplaires,. Complétée avec de nouveaux morceaux, la version finale d’Angels Fall First est publiée le 1er novembre 1997 en même temps que le single promotionnel The Carpenter,. Le succès de l’album, qui atteint la 31e place des charts finlandais avec plus de 8 500 exemplaires vendus, surprend le label et le groupe,. La jeune formation organise sept concerts pour promouvoir l’opus et engage à la fin de la tournée le bassiste Sami Vänskä,,. Heureux de leur succès, les membres du groupe se disent qu’ils peuvent faire beaucoup mieux pour le prochain album.

## Caractéristiques

### Écriture et composition

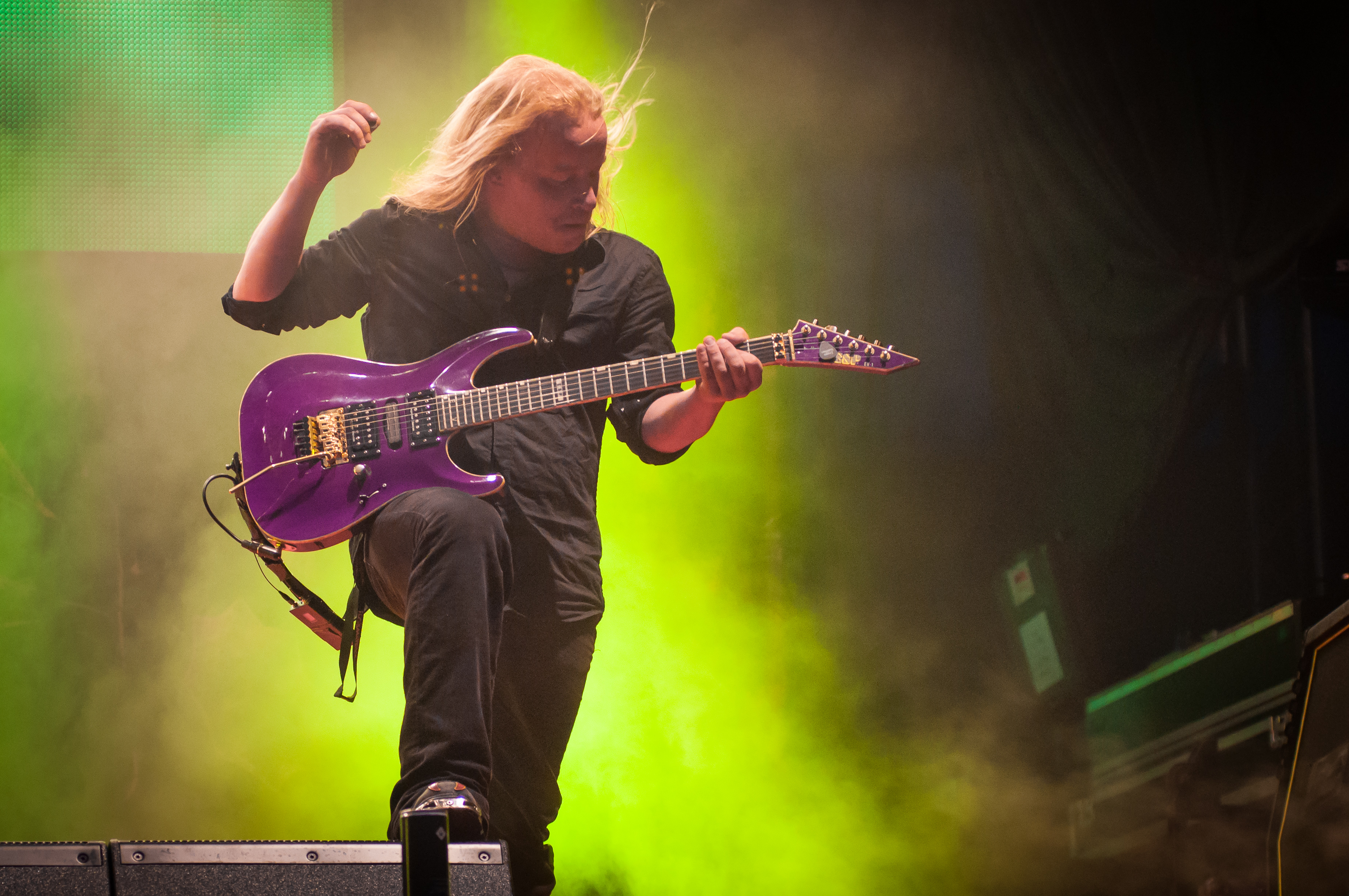
Emppu Vuorinen participe à la composition du morceau Sacrament of Wilderness.

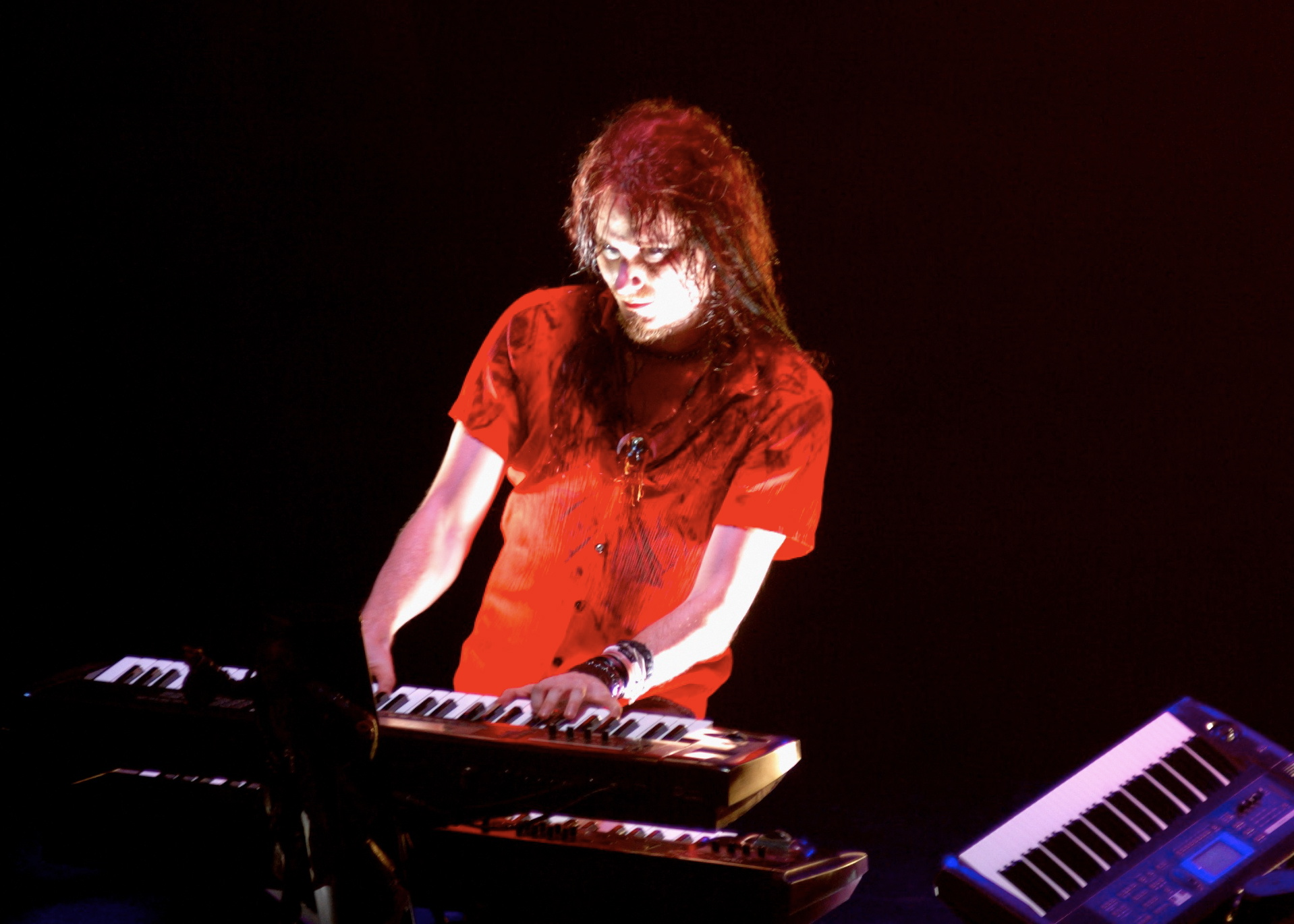
Tuomas Holopainen compose toutes les chansons de l'album.

Le succès commercial en Finlande de Angels Fall First, atteignant la 31e place des charts, et l’intérêt du public pour le groupe font que les membres de Nightwish, fiers de leur réussite et débordant de créativité, ont l’impression que tout leur est désormais possible. Tuomas Holopainen, principal auteur-compositeur, explique que leur réussite lui a donné « une incroyable bouffée d’ambition. J’ai décidé d’en faire tellement que les gens ne pourraient pas y croire — travailler dur et écrire des chansons énormes. C’est l’impulsion qui a mené l’écriture de Oceanborn ». Lors d'une interview avec le magazine français Hard Rock, il déclare que l'écriture de chaque morceaux commence par « une idée, une histoire » pour les textes avant de composer la musique. Selon lui, il est important de « créer une chanson où l'histoire, les paroles, la mélodie et la musique sont en parfaite harmonie, ce qui, à mon avis, décuple le côté émotionnel ». Les chansons de l’album sont pratiquement toutes écrites en secret par le claviériste.
Toutes les chansons sont composées par Holopainen, bien qu'il travaille les arrangements avec les autres membres du groupe et qu'Emppu Vuorinen ait proposé un riff de guitare et l’air du refrain de Sacrament of Wilderness,. Le claviériste déclare que Oceanborn contient « les chansons les plus difficiles que nous n’ayons jamais écrites. […] On repoussait nos limites : les tempos étaient plus rapides, il y avait au moins mille idées par chansons » . Il explique que les chansons d’Angels Fall First ont été écrites sans contrat et que le fait d’avoir signé avec une maison à de disque l’a motivé pour créer des morceaux de qualité. D’après Tarja Turunen, les mélodies vocales sont écrites par « Tuomas principalement. Ensuite, je les arrange au mieux de mes capacités, s'il y a des parties que je ne peux pas atteindre avec ma voix, alors nous y réfléchissons ensemble. Certaines chansons ont mon refrain, mais la plupart sont faites par Tuomas. J'ai bien sûr fait les secondes voix moi-même, et certaines chansons ont trois ou quatre voix différentes ».

### Enregistrement
Selon Jukka Nevalainen, les démos de l’album sont prêtes au printemps 1998 lorsque lui et Emppu Vuorinen font leur service militaire et que le groupe répète les week-ends afin d’être prêt pour l’enregistrement. Après avoir entendu les démos, Tero Kinunen, le producteur du groupe, déclare qu’il « est difficile de voir à quoi vont ressembler les chansons, parce que c’est vraiment brut et parcellaire ». En août, le groupe entre avec Kinunen au studio Huvikeskus, qui se trouve dans « un centre de loisirs pour jeunes » construit au moment de la rénovation de l’école de Kitee (ville d'origine du groupe),, en prenant ces enregistrements beaucoup plus aux sérieux. Les sessions durent deux mois. Pour l'occasion, le groupe loue des micros à un grand studio à Joensuu, mais ces derniers s’avèrent de mauvaise qualité et sont utilisés uniquement pour enregistrer « une cymbale ou un truc comme ça ».
Nevalainen est le premier à enregistrer ses parties. La batterie est enregistrée dans les vestiaires du gymnase du Huvikeskus car ils possèdent « une très bonne acoustique ». Pour l'occasion, Nevalainen a acheté sa première batterie. Jukka explique que « c’était vraiment très perturbant d’être assis là dans cette toute petite pièce » car pour pouvoir communiquer avec les autres, qui se trouvent à « deux cents mètres de là, à l’étage en dessous », il a juste à sa disposition « un casque qui marchait mal et un micro ». Il en garde des souvenirs claustrophobiques. Il est suivi par Holopainen pour les parties de claviers et par Sami Vänskä dont le jeu de basse est décrit comme « fin », avec « une touche de funk » et assez éloigné du heavy metal,. Les séances d’enregistrements s’enchainent avec les guitares réalisées par Vuorinen. Celui-ci explique que, comme pour Angels Fall First, il a eu envie d'être seul pour enregistrer ses parties car être surveillé par quelqu’un le stresse énormément. Tarja Turunen avoue avoir beaucoup pleuré durant les sessions d’enregistrements car sa voix n’est alors pas encore assez développée pour arriver à la hauteur des morceaux et parce que les garçons du groupe ne comprenaient pas les difficultés auxquelles elle était confrontée. Elle explique que The Pharaoh Sails to Orion et Stargazers sont très difficiles à chanter et que la fin du morceau Passion And The Opera lui demande de chanter « comme une colorature, […] très aigu et très ornementé ». Afin d’enregistrer la partie finale de ce dernier morceau, Kinunen dit à la chanteuse de « chanter sans contrainte car la bande ne tournait pas. Nous voulions juste qu’elle essaye. Et bien sûr, c’est ce qui s’est retrouvé sur l’album ». Pour la chanson Moondance, les parties de chœurs sont réalisées par les hommes du groupe, alors ivres.
Afin de réaliser les éléments symphoniques de l’album, le groupe fait de nouveau appel au musicien Esa Lehtinen, qui a déjà participé à Angels Fall First et qui sera présent sur Wishmaster pour faire les parties de flûte sur des morceaux comme Gethsemane, Walking in the Air et Stargazers. Ils invitent aussi le Trio Fuck-Up, comprenant un violoncelle, un violon et un alto, de l’orchestre municipal de Joensuu. Holopainen explique que leurs sessions d’enregistrements « n’étaient pas très bien organisées, et il a fallu ré-enregistrer ces parties là encore et encore ». Il ajoute aussi que le trio ne connaissait pas très bien ses partitions « car je ne suis pas non plus sûr que ça les intéressait vraiment ». Plamen Dimov, le professeur de musique de Kitee et des membres du groupe, est venu enregistrer afin de « faire quelques améliorations » au violon,. À la fin des enregistrements, certains morceaux comme Moondance possèdent 20 pistes de violon car d'après le claviériste « nous n'avions jamais fait cela auparavant et que nous ne savions pas ce que nous faisions ! ». Dimov choisit toutefois de laisser Tuomas Holopainen mener les enregistrements, afin de lui permettre d'acquérir de l'expérience. Pour réaliser les parties vocales masculines, le groupe reçoit l’aide de Tapio Wilska (Nattvindens Gråt, Fintroll) qui enregistre Devil & The Deep Dark Ocean en deux prises et The Pharaoh Sails to Orion en trois fois.
Le mixage de l’album devait à l’origine être réalisé par Timo Tolkki de Stratovarius mais pour des raisons qu’aucun des membres n’arrive à se remémorer Oceanborn est mixé par le producteur Mikko Karmilla au Finnvox Studios. La formation déclare avoir été satisfaite de ce choix car ils voulaient une sonorité proche du Visions de Stratovarius et Karmilla en avait fait le mixage,,. Nightwish reprend pour Oceanborn l’ingénieur responsable de la masterisation d’Angels Fall First : Mika Jussila,.
Tous les membres du groupe gardent un très mauvais souvenir des séances d’enregistrements de l'album en raison de la complexité des morceaux. Vuorinen explique qu' « aucun de nous n’était techniquement très bon sur son instrument » et que « cela ne faisait pas si longtemps que cela que nous jouions. Nous passions notre temps à réenregistrer, y compris les parties les plus faciles, même s’il y en avait de difficiles qui exigeaient également du travail ». D'autre part, le studio Huvikeskus s'avère vite trop petit pour les besoins du groupe, et les limitations techniques des machines nécessitent de réaliser constamment des pré-mixages afin de libérer des pistes sur les enregistreurs. Kinunen déclare que chacun s’est très investi dans cet album « même s’il n’était pas vraiment bien préparé ». Les sessions d’enregistrement sont aussi marquées par de nombreux conflits entre Tuomas, Emppu et Jukka à la suite de problèmes de royalties, Tuomas gagnant davantage d'argent en tant que compositeur que les autres membres et prenant une position de leader. Un arrangement finit par être trouvé, et quelques années après l'enregistrement, les trois estiment que ces conflits n'étaient pas si graves que cela. Pour Tuomas, néanmoins, ces conflits reflètent la « fin de l'innocence » : d'une simple bande d'amis, Nightwish est devenu un groupe de metal professionnel.

### Titre et pochette

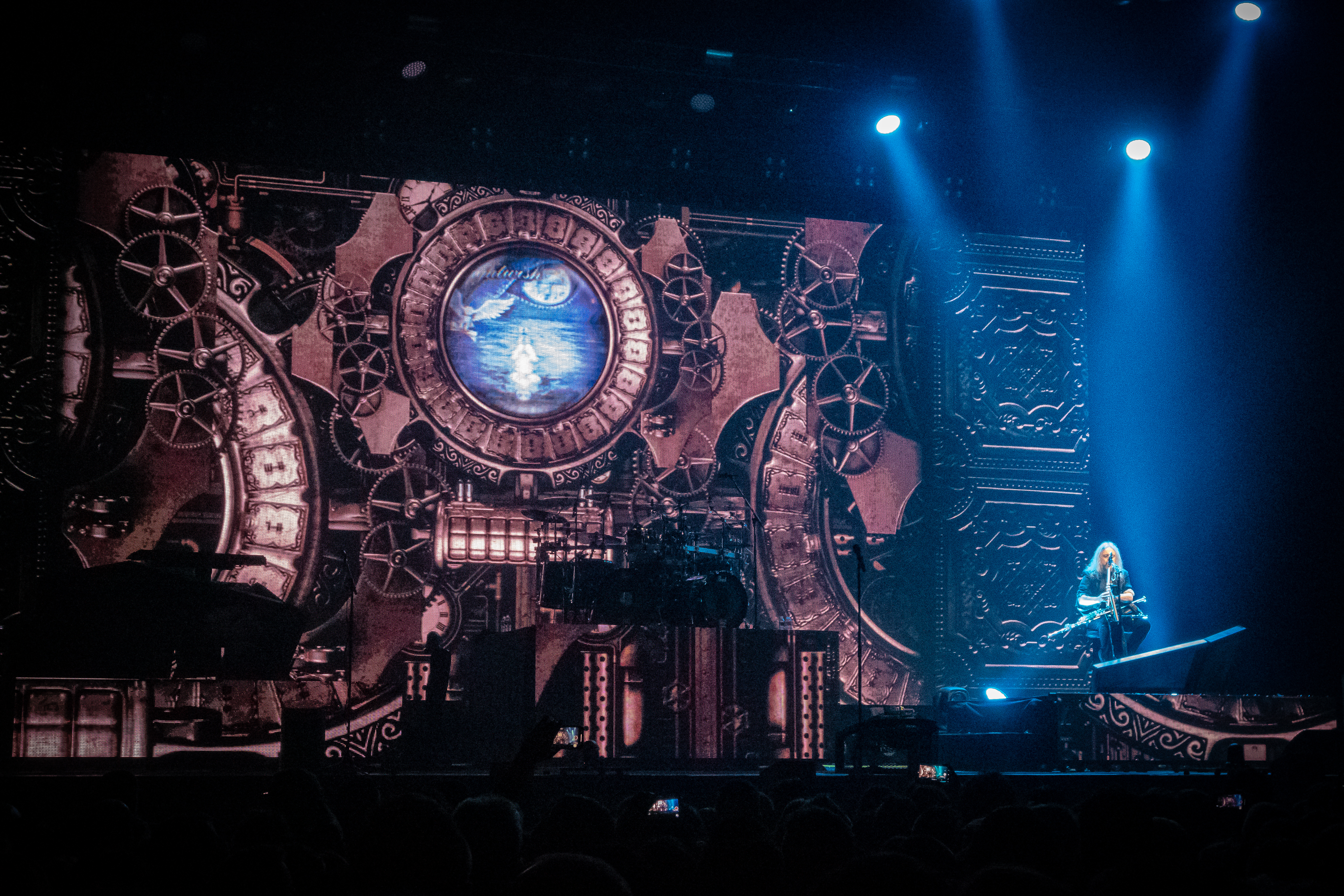
Nightwish interprétant Swanheart en 2018. La pochette de l'album peut être aperçue au milieu de l'écran.

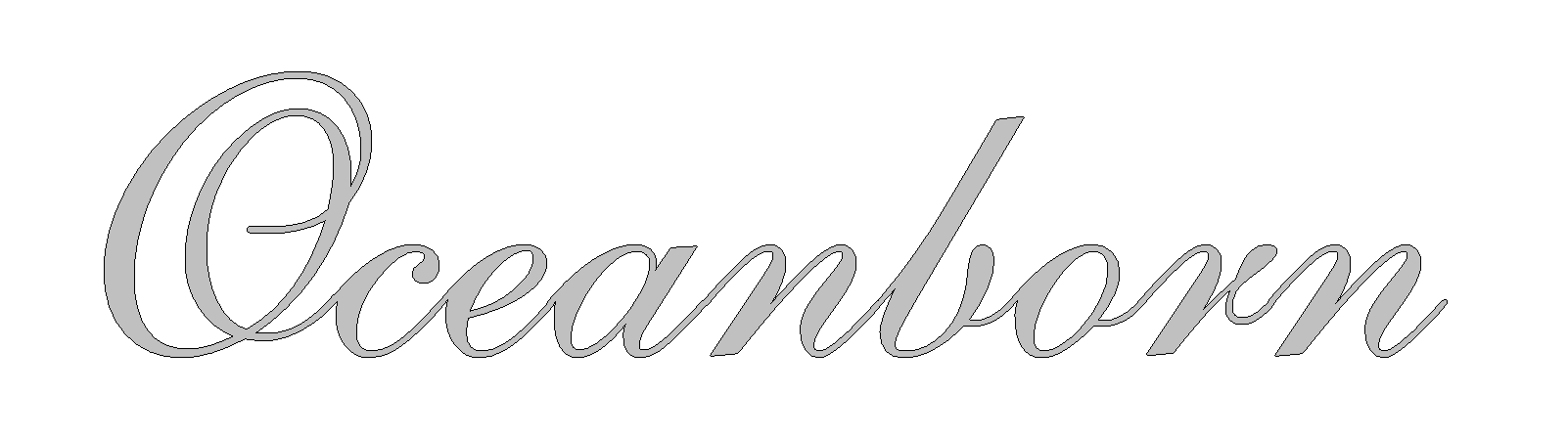
Logo de l'album.

Le second album de Nightwish s'intitule Oceanborn. Tuomas Holopainen, claviériste, leader et principal auteur-compositeur du groupe, explique que pour le titre le mot « océan » a une signification très importante pour lui. Celui-ci aime à penser que l’océan « est le berceau de tout ce qui existe sur Terre, le berceau de la vie, mais aussi le tombeau de tout » et relève d’une dimension « sentimentale » pour lui. Selon le claviériste, Oceanborn « peut signifier plus ou moins que toute vie naît dans l'océan et que toute vie mourra un jour dans l'océan »,.
La pochette originale est réalisée par Maria Sandell,,, une jeune artiste finlandaise, qui a proposé à Holopainen ses services pour l’album qui suivrait Angels Fall First. Impressionné par son talent, le jeune homme lui envoie les paroles du morceau Devil & The Deep Dark Ocean en lui faisant part de ses idées. Holopainen déclare qu'ils étaient tous deux « entièrement satisfaits du résultat ». La pochette présente une femme habillée de blanc flottant dans la mer, un hibou tenant une lettre avec un contenu « secret » et un œil dans le ciel composé d’une planète. En 2007, le claviériste déclare que la lettre tenue par le hibou est la même que celle posée à côté du garçon sur la pochette de Wishmaster.
Une seconde pochette est réalisée par Markus Mayer sans l’autorisation du groupe, car Bogdan Kopec, directeur du label Drakkar Records qui publie les albums de Nightwish en Allemagne, n’aimait pas l’originale,. Après avoir découvert la seconde illustration, Holopainen déclare avoir été « offensé » par cette version et que, bien qu’il aime le style de Mayer (qui dessinera les pochettes de Wishmaster, Century Child et Once), il la trouve « horrible ». Cette version représente d'après lui « un cadavre tout blanc gisant au bord du lac de Kitee avec un hibou qui surgit de l’arrière-plan. […] L’idée de base n’était surement pas ce machin des marais, un corps issu d’un marais ; nous pensions à une créature née de la mer ».

### Style musical et thèmes des chansons
Alors que Angels Fall First contient de nombreux éléments acoustiques et s'inspire du metal atmosphérique de The 3rd and the Mortal, The Gathering et Theatre of Tragedy ; Oceanborn marque un changement définitif dans la direction musicale de Nightwish. Celui-ci, influencé par Stratovarius,,, se caractérise par un son beaucoup plus puissant, « plus metal, plus symphonique et plus lyrique ». Les chansons présentent une grande technique avec des tempos plus rapides, des guitares rythmiques saturées, des riffs et des claviers plus présents, ainsi qu’un plus gros travail sur la double pédale de la batterie. Sur cet opus, l’aspect atmosphérique est relégué à l’arrière-plan et permet de construire la structure des morceaux tandis que les guitares acoustiques d’Angels Fall First ont complètement disparu. L’album trouve aussi des influences dans la musique baroque, avec l’usage d’un clavecin synthétisé, notamment sur les morceaux Stargazers et Sacrament of Wilderness. L’album est ainsi marqué par la combinaison entre les musiques savantes et le power metal. Cette nouvelle direction musicale fait classer Nightwish dans la catégorie du « power metal symphonique ». Tuomas Holopainen déclare qu’en « écoutant Oceanborn, vous pouvez entendre à quel point nous avions grandi en tant que musiciens. Les chansons étaient bien meilleures ».
Les parties vocales masculines de l'album, autrefois chantées par Holopainen, sont interprétées par Tapio Wilska (Nattvindens Gråt, Fintroll) car l’expérience du claviériste sur Angels Fall First lui a été extrêmement désagréable,,,. La voix de Wilska très grave, presque proche du chant guttural, apporte un caractère presque inhumain au chanteur qui convient parfaitement aux personnages qu’il incarne sur Devil & The Deep Dark Ocean et The Pharaoh Sails to Orion. La voix lyrique de Tarja Turunen offre une approche plus dramatique aux chansons et devient la marque de fabrique du groupe jusqu’à son éviction en 2005. La combinaison des deux voix, jouant sur la technique de la « belle et la bête » développée par Theatre of Tragedy opposant une voix masculine grave ou saturée à une voix féminine angélique, permet la création d’un dialogue entre deux personnages.
Les textes d'Oceanborn (tous en anglais) tournent autour du thème de la mer, et tout comme son prédécesseur ils abordent des textes fantaisistes, personnels et religieux. Selon Holopainen ses paroles jouent « sur le sens de l’évasion », tout en ajoutant que « nous essayons d’écrire des musiques qui ont une atmosphère assez dense pour que l’on puisse s’y immerger ».
Stargazers parle de la quête de la vérité d’un point de vue céleste par le biais d’un voyage métaphorique réalisé par une mère et son enfant. « Le thème de la chanson est que, même si regarder les étoiles peut sembler futile, c'est en fait un chemin puissant pour comprendre la réalité de la vie et trouver la force d'affronter ses difficultés ». La chanson devait initialement s’appeler Aztecs,. Gethsemane est écrit par Holopainen à propos d’une fille,. Dans la chanson, chantée entièrement par Tarja comme un air d’opéra, « l'orateur compare le tourment de l'amour inassouvi aux souffrances du Christ dans le jardin des oliviers, juste avant qu'il ne soit livré à la mort ». La chanson aborde un des thèmes récurrents dans les chansons du claviériste : celui de l’amour pour quelqu’un ou quelque chose de plus grand et de plus beau.

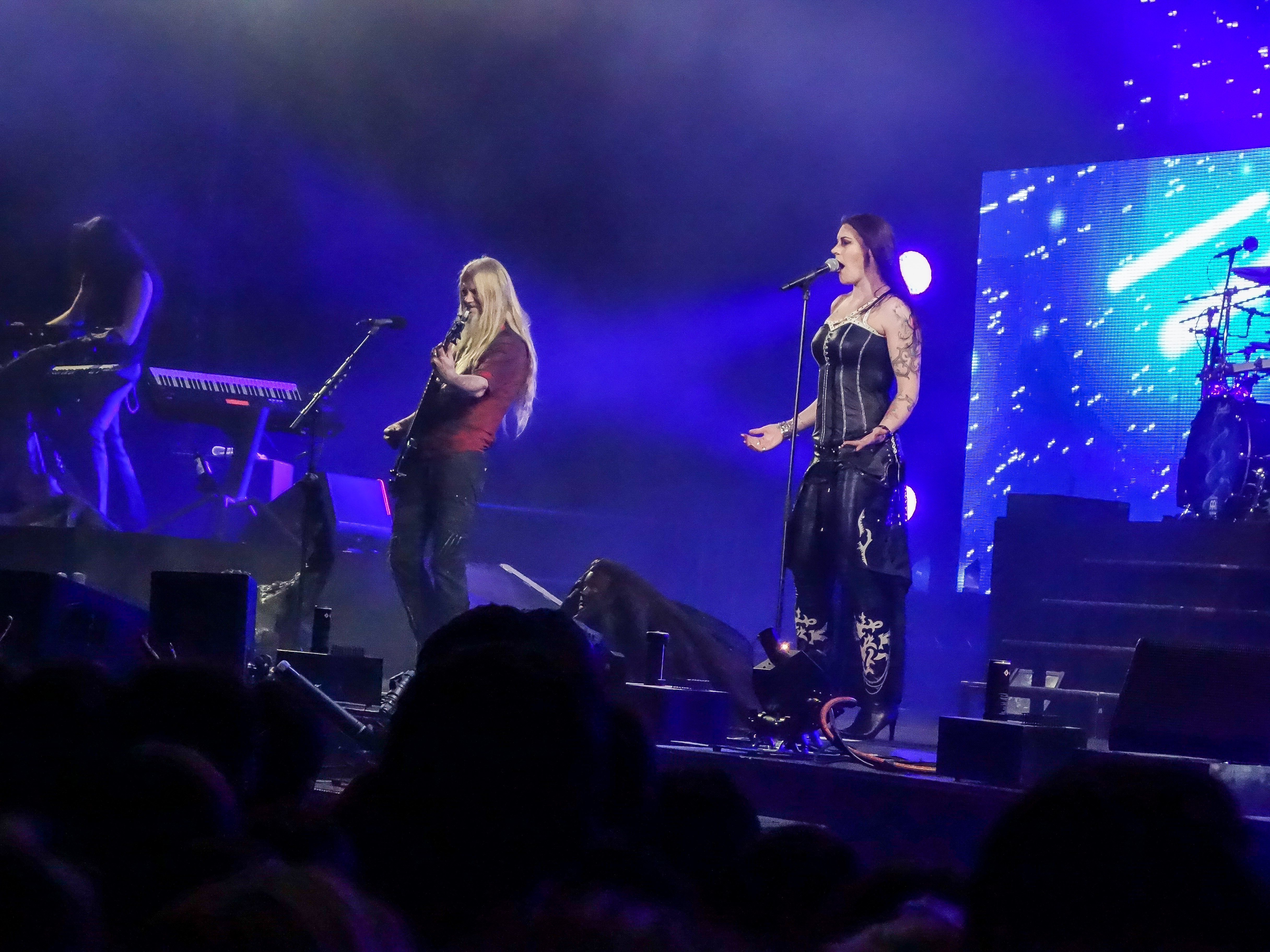
Nightwish interprétant Stargazers en 2015 à Lyon.

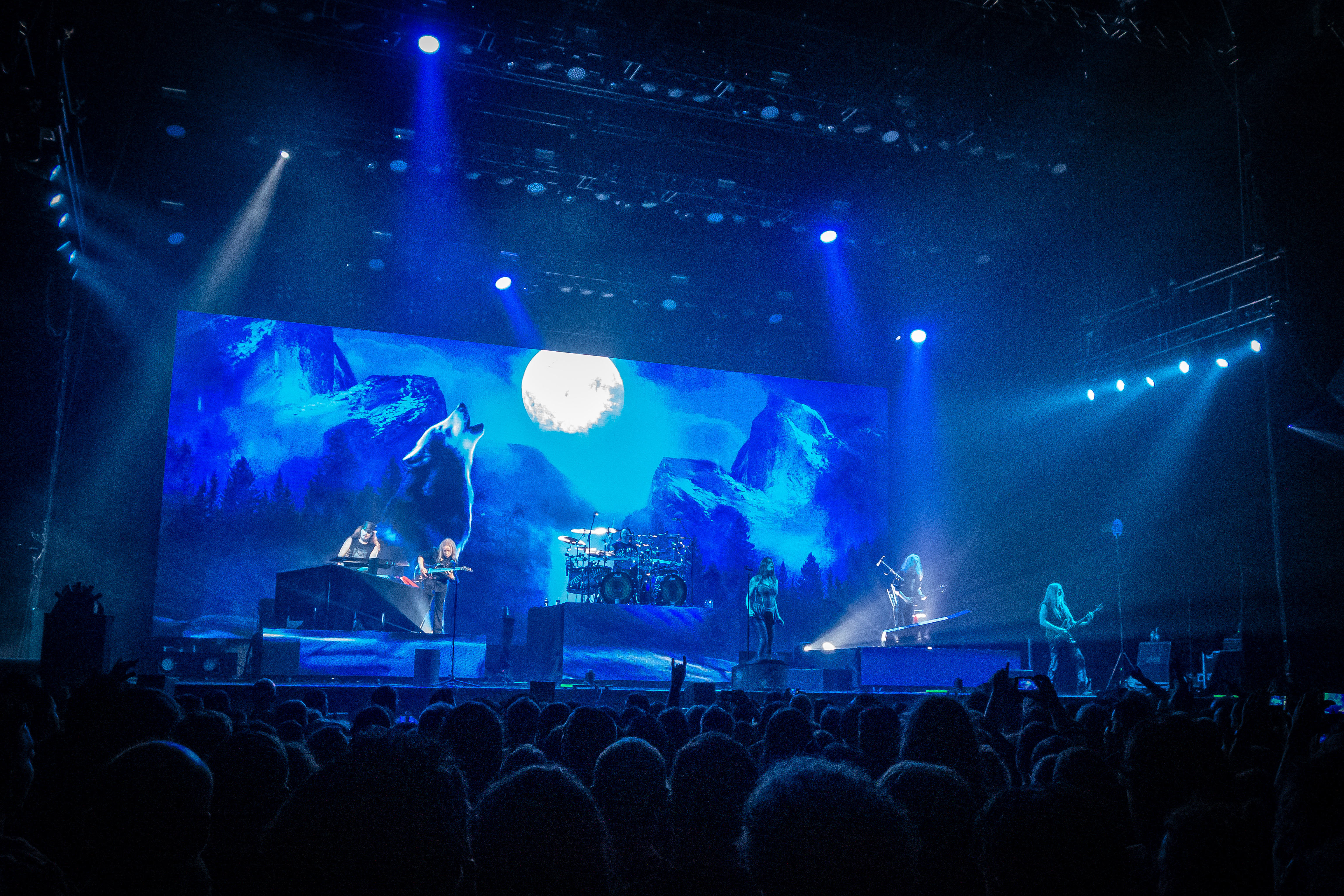
Sacrament of Widerness joué lors du Decades World Tour à Genève en 2018.

Devil & The Deep Dark Ocean est une chanson dont les paroles s’inspirent de la dark fantasy et explore « les thèmes de la nostalgie, du pouvoir, de l'obscurité et du potentiel de rédemption et de transformation dans un monde fantastique. Elle fait allusion à l'attrait et aux dangers de la tentation, ainsi qu'à la nature cyclique de la vie, de la mort et de la renaissance ». Le morceau commence par une mise en contexte et la description des personnages que Wilska et Turunen vont incarner. L’histoire parle d’un être puissant, appelé le « Créateur de la Nuit », né d’une femme habillée de blanc dans l’océan. Celui-ci est ensuite séduit par une sirène qui rejette ses avances. Attristé, le personnage principal décide de s’exiler dans les profondeurs et l’obscurité de l’océan avant de revenir dans une vie de paix éternelle.
Sacrament of Wilderness, est une chanson basée sur le livre Brother Wolf de Jim Brandenburg. Elle évoque comment, à une époque où l’humanité respectait la nature, un homme et un loup ont pu vivre ensemble en symbiose. Holopainen déclare que « malheureusement, une telle alliance avec la nature n'existe plus, il est donc bon de la rappeler dans les textes de ces œuvres ». Le compositeur explique que Passion And The Opera a été composée juste après le visionnage du film Le Cinquième Élément de Luc Besson et que certaines parties vocales viennent directement de l’air de la Diva Plavalaguny. La partie finale du morceau rappelle aussi l'air Der Hölle Rache kocht in meinem Herzen, chanté par La Reine de la nuit dans l'opéra La Flûte enchantée de Mozart, à la suite du staccato coloratura réalisé par Turunen.
La chanson Swanheart explore « les thèmes de la nostalgie de l'amour, de la beauté et des rêves non partagés ». La chanson reprend l’idée de ne pas pouvoir atteindre l’idéal amoureux bien qu’il y ait « le désir d’une connexion plus authentique ». Ici, Holopainen se compare au Vilain Petit Canard d'Andersen et fait référence à la scène du balcon dans Roméo et Juliette de Shakespeare en expliquant qu’il ne vivra jamais ce moment. Moondance est un titre instrumental qui rappelle les musiques traditionnelles russes. Les chœurs du morceau sont réalisés par les garçons du groupe, Kinunen et Wilska alors tous ivres. Il s’agit du seul morceau dont la présence sur l’album est débattue car Emppu Vuorinen le trouve mauvais,,.
The Pharaoh Sails to Orion s’inspire de la mythologie égyptienne, notamment de la croyance du voyage céleste du pharaon vers la constellation d’Orion, du mysticisme et « du voyage vers l’illumination [spirituelle] ». Walking in the Air est une reprise d’Howard Blake tirée du film de Noël Le Bonhomme de neige. Tuomas Holopainen explique qu’il s’agit d’une de ses chansons préférées et qu’elle est liée à « de merveilleux souvenirs d'enfance »,,. Il déclare aussi que le morceau convient parfaitement à la musique du groupe et à la voix de Tarja. La chanson Sleeping Sun, écrite après la sortie de l’album, est une commande de Drakkar Records à l’occasion de l’éclipse solaire de 1999,,,.

## Lancement et réception

### Lancement et promotion
Oceanborn est publié le 7 décembre 1998 par Spinefarm Records en Finlande, avant de paraître au printemps 1999 au Royaume-Uni, en Allemagne, en France, en Pologne, en Corée du Sud, en Malaisie, au Japon et à Taïwan. Les ventes de l’album sont gérées dans le reste de l’Europe par Drakkar Records et au Japon par Toy’s Factory. L'opus sort aux États-Unis chez Century Media Records le 6 mars 2001.

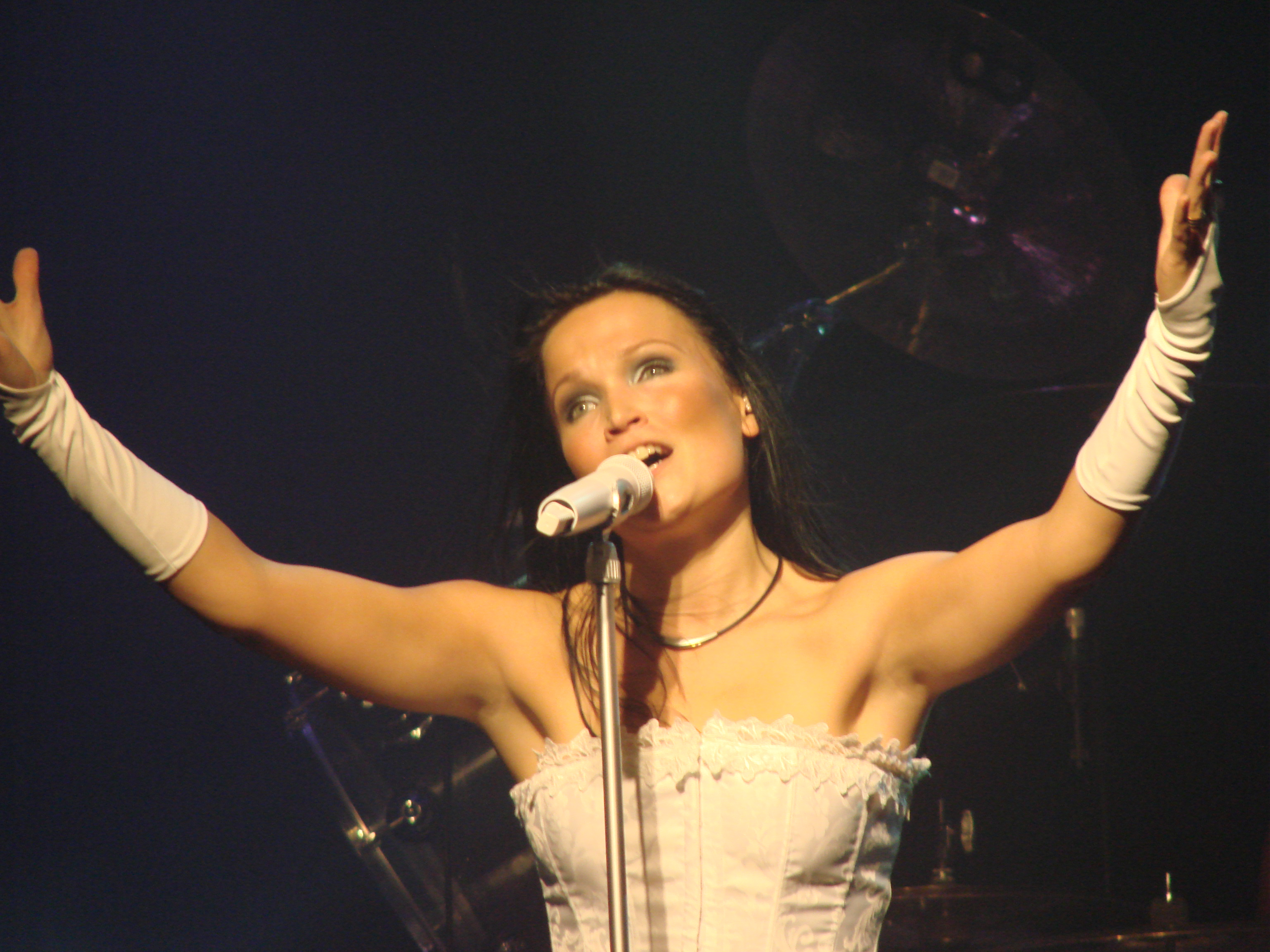
Tarja Turunen est la seule membre du groupe à apparaître dans le clip de Sleeping Sun.

À sa sortie en Finlande, l’album se retrouve « dans le classement des meilleures ventes [à la 28e place] pendant la période de Noël, il est reparti, mais après les vacances, il a bondi directement jusqu’à la douzième place » d’après Holopainen,. En janvier 1999, l’opus passe de la 12e à la 7e place avant d’arriver en 5e position des charts finlandais,. Pour l’occasion, l’émission télévisée Lista Chart TV invite le groupe à jouer en direct ; durant l'émission, Nightwish joue Sacrament of Wilderness et Gethsemane,. L’album se classe la même année à la 74e place des charts allemands avec plus de 9 000 exemplaires vendus,. En 2001, il fait un passage en 38e place des charts finlandais avant d'atteindre en 2022 la 2e place des charts de son pays,. Riku Pääkkönen, le PDG de Spinefarm, déclare que « même aujourd'hui, si nous coupions les réassorts et mettions en place une petite campagne de publicité, je parie qu’Oceanborn rebondirait à nouveau dans le classement ». Dans son pays natal, l’album s’est vendu à plus de 68 000 exemplaires et devient disque d’or en 1999 avant d’être disque de platine en 2001. 
Afin de promouvoir l’album, le groupe publie le 26 novembre 1998 Sacrament of Wilderness, accompagné d’un clip vidéo live petit budget que Turunen qualifie d'« horreur absolue »,. Spinefarm ayant l'habitude à l’époque de promouvoir ses autres groupes insère les morceaux Burning Flames’ Embrace d'Eternal Tears of Sorrow et The Crow And The Warrior de Darkwoods My Betrothed sur le single. Le morceau atteint la première place des charts finlandais et permet au groupe d’obtenir son premier disque d’or,,. Le groupe publie le 31 janvier 1999 Walking in the Air comme second single. Le morceau obtient le même succès que son prédécesseur,. Drakkar Records décide de publier Passion And The Opera comme single promotionnel en Allemagne. La même année, Bogdan Kopec, directeur général de Drakkar, demande à Holopainen de créer une ballade à l’occasion de l’éclipse solaire du 11 août 1999 et qui serait vendu principalement en Allemagne. Cette commande donne naissance à la chanson Sleeping Sun, sortie le 2 août avec un clip vidéo présentant uniquement Tarja Turunen. Le single se classe à la 2e place des charts en Finlande, où il devient à son tour disque d’or, et à la 34e place des charts allemands. Le morceau, qui rend le groupe célèbre en Europe, est intégré à Oceanborn afin d’augmenter les ventes de l’album.

### Réception et impact
À sa sortie, Oceanborn est très bien reçu par la presse et les magazines finlandais et allemands. Le magazine Soundi déclare qu’avec ce deuxième album « le nom de Nightwish rime désormais avec qualité » et que le groupe est « à la pointe de la renaissance actuelle du heavy rock ». En Allemagne, la musique de l’opus est décrite « comme du power metal mélodique avec d’impressionnantes voix féminines ». Oceanborn est très vite considéré comme un album redéfinissant le heavy metal et devient une base et un album incontournable du metal symphonique, au côté de Theli de Therion.  À Kitee, certains chrétiens conservateurs[Qui ?] voient en la chanson Devils & The Deep Dark Ocean une chanson « blasphématoire » avec des paroles « sataniques ». Ils en viennent à envoyer une lettre au ministre du Culte de Kitee pour demander l'interdiction de l'album, demande restée sans suite.
Sur internet, l’album reçoit de très bonnes critiques. Antti J. Ravelin, critique d’AllMusic, déclare que l’album est « un grand pas en avant » par rapport à Angels Fall First. Il loue « le caractère dramatique et la variété des mélodies qui dépassent toutes les attentes » car toutes les « chansons sont [...] très fortes ». Bien qu'il mette en avant les qualités de l'album, Ravelin trouve que « l'album dans son ensemble manque un peu de diversité, et tombe parfois dans la répétition ». David Rocher de Chroniques of Chaos félicite chaque musicien pour ses compétences et surtout Turunen dont il dit que « rarement une chanteuse n'a gratifié le metal d'une voix aussi profonde, chaude et émotionnelle ». The Metal Observer déclare qu’à part « Incroyable » il n’y a pas d’autres mots pour décrire Oceanborn. La critique déclare que Nightwish a trouvé « un son qui vous engloutit tout entier et risque de mettre votre lecteur de CD au régime d'un seul CD pendant un certain temps ! » et qu'« il est indispensable » d’avoir l’album.
En 2017, le magazine Loudwire place Oceanborn à la 10e place de son « top 25 des meilleurs albums de power metal de tous les temps ». Lors de la publication des premiers albums d'Epica, la chanteuse Simone Simons explique qu'Oceanborn est l'un de ses albums préférés et que c'est en l'écoutant qu'elle a eu envie, à quatorze ans, de prendre des cours de chant lyrique,,. Clémentine Delauney de Visions of Atlantis explique que l'univers de l'opus a été une « révélation » pour elle lorsqu'elle commençait à prendre des cours de chant classique,,. Nicole Bogner, la première chanteuse de Visions of Atlantis, explique que son groupe s'est beaucoup inspiré de la musique d'Oceanborn pour leurs premiers albums. Par la suite, de nombreux albums de metal symphonique seront comparés à l'album, comme notamment le Neverworld's End de Xandria,.

## Summer of WildernessetOceanborn Europe Tour

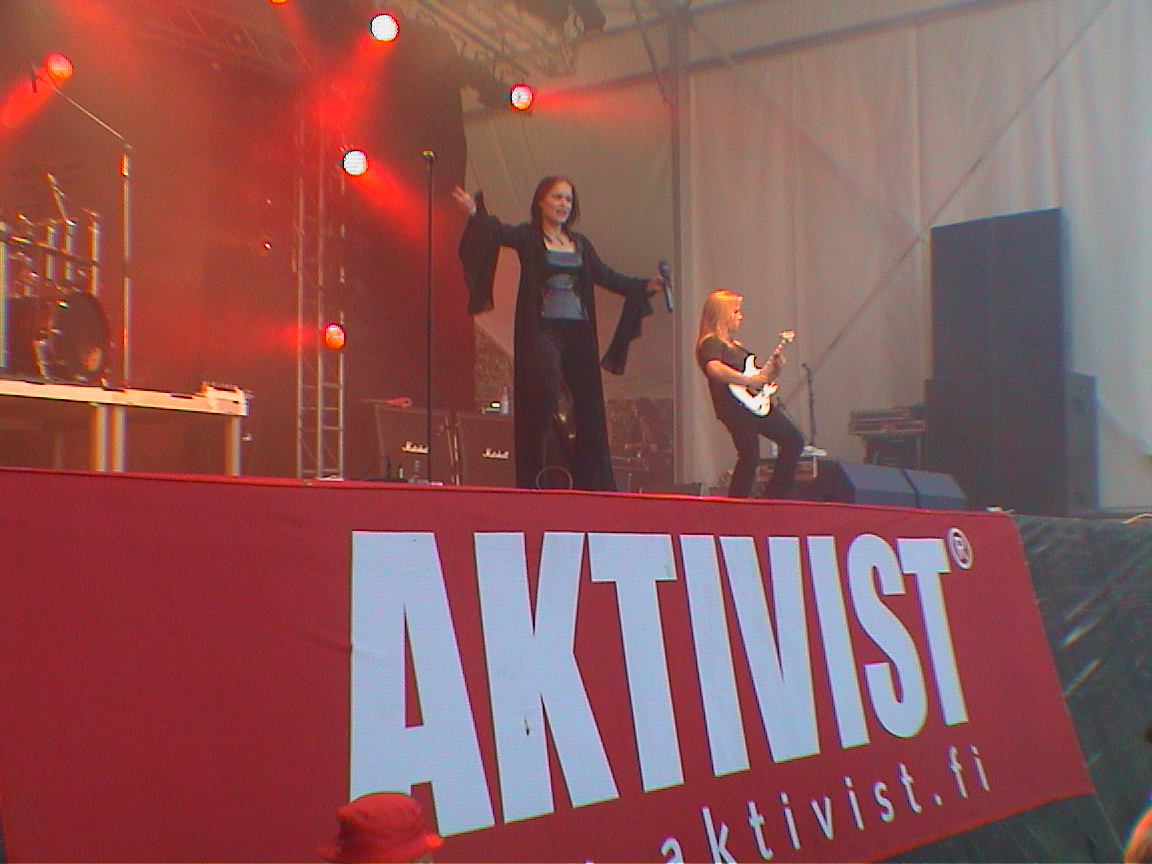
Tarja Turunen et Emppu Vuorinen lors d'une tournée de Nightwish en 2001.

Afin de promouvoir Oceanborn, Nightwish réalise huit premiers concerts dans des boîtes underground finlandaises (dont une date au Tavastia Club d’Helsinki). De mai à août 1999, le groupe, accompagné de Tapio Wilska, se produit de manière intensive dans toute la Finlande (33 concerts) avec sa propre équipe technique et son propre bus lors du Summer of Wilderness. Tuomas Holopainen déclare qu’à ce moment le groupe a dû jouer dans « toutes les fêtes de village et les kermesses imaginables ». La formation se produit au cours de la saison estivale dans certains gros festivals finlandais comme le Tuska Open Air Festival, le Provinssirock ou le Ilosaarirock.
Avec les succès de l’album et de la chanson Sleeping Sun, Drakkar Records arrive à programmer Nightwish en première partie de Rage pour 25 concerts,,,. La formation se lance alors dans le Oceanborn Europe Tour, qui commence le 11 novembre 1999 pour se terminer un mois plus tard. Jukka Nevalainen déclare que cette tournée a été bénéfique pour Nightwish quant à leur manière de jouer « et à la façon dont nous voyons le groupe ». Le batteur déclare qu’au moment d’un de leurs concerts aux Pays-Bas « la salle était quasi-pleine, mais quand Rage est arrivé sur scène […] les deux tiers du public avaient quitté la salle ».

## Futur de l’album

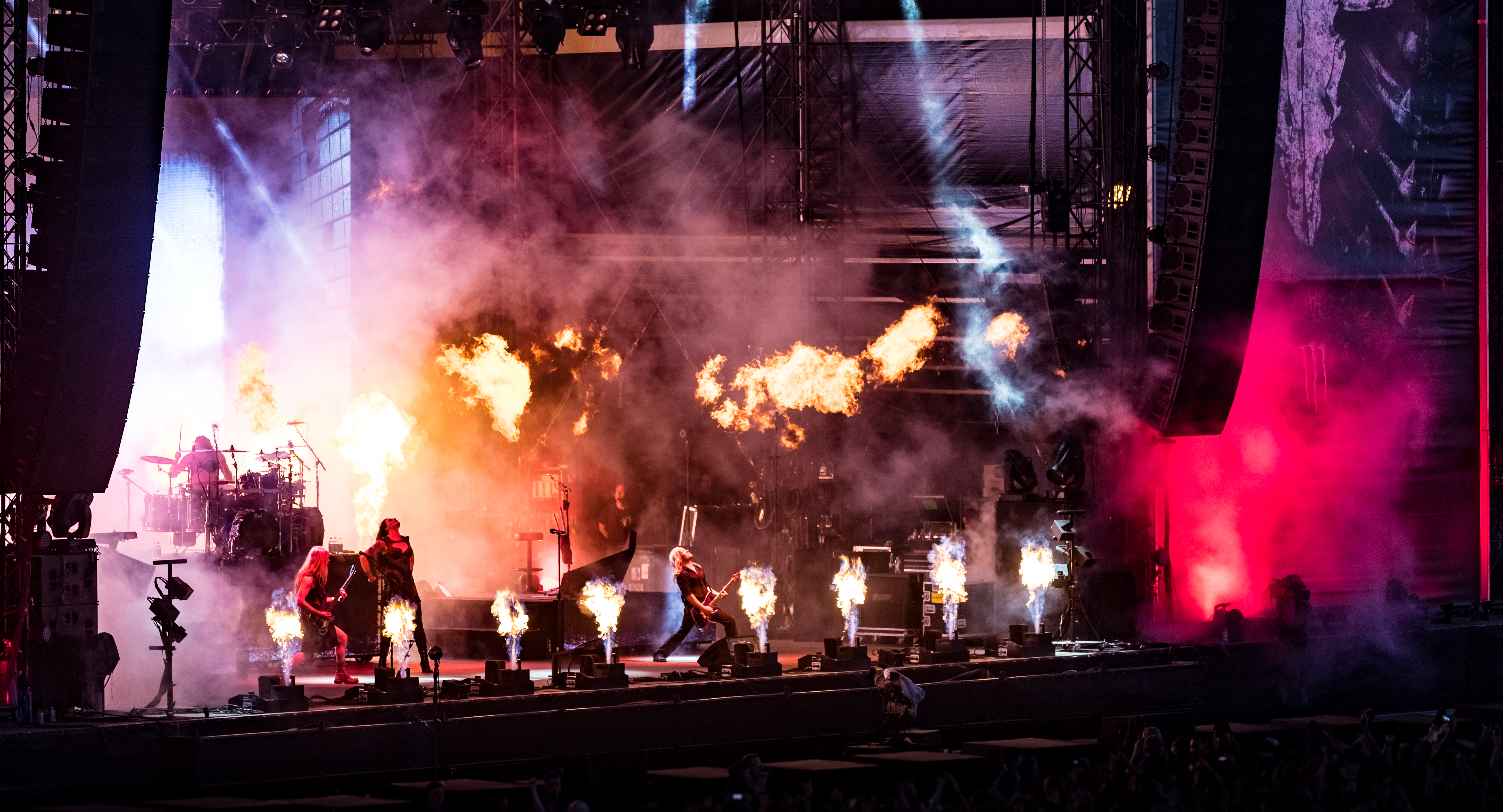
Nightwish jouant Devil & The Deep Dark Ocean au Wacken Open Air en 2018.

Certaines des chansons d’Oceanborn sont présentes dans les compilations ultérieures du groupe avec Tarja Turunen, notamment sur Wishmastour 2000, Bestwishes, Highest Hopes, Tales From the Elvenpath et sur Walking in the Air: The Greatest Ballads, puis sur Decades (2018), la compilation des vingt ans du groupe.
À sa sortie, Holopainen considère Oceanborn comme le véritable « premier album du groupe », reléguant Angels Fall First au statut de démo. Dans sa biographie, le claviériste déclare que cet opus est le dernier où l'on peut entendre « l'enthousiasme [du groupe] et la « perte de l'innocence » ». Lors d'une interview en 2008 avec Kerrang!, il déclare qu'« il est étrange que cet album soit devenu une percée, parce qu'à l'époque, la musique était très drôle. C'était vraiment de l'opéra, et quand on regarde les images, elles sont plutôt horribles ». En 2023, Holopainen place Oceanborn en 3e position de son classement des albums de Nightwish. Il déclare qu’il s’agit de « l'album décisif pour nous, il nous a permis de passer au niveau supérieur ».
Les chansons Sacrament of Wilderness, Walking in the Air et Sleeping Sun sont considérées comme des classiques du groupe et sont jouées régulièrement jusqu’à l’éviction de Turunen en 2005. Les morceaux The Riddle et Nightquest sont, en 2023, les seuls titres de l'album à n'avoir jamais été joués en live. Le Dark Passion Play World Tour (2007-2009), avec Anette Olzon comme chanteuse, marque le retour de la chanson Sacrament of Wilderness qui est éloignée de la setlist en 2003 car le bassiste Marko Hietala ne l'aimait pas trop. Walking in the Air est revenue dans la setlist du groupe le 19 septembre 2009 lors de leur concert à Hartwall Arena, en tant que chanson acoustique. Après avoir été écarté des concerts en 2000 à cause de sa complexité, Stargazers est remis en avant lors du Endless Forms Most Beautiful World Tour (2015-2016) avec Floor Jansen comme chanteuse. Une version live de la chanson est présente sur le CD/DVD Vehicle of Spirit,,. Lors du Decades World Tour (2018), les chansons Swanheart, Devils & The Deep Dark Ocean, Gethsemane et Sacrament of Wilderness sont remis au bout du jour,,. Tarja Turunen publie au cours de sa carrière solo des reprises de deux chansons d'Oceanborn : Stargazers, sur une version live (enregistrée le 27 mars 2011) qui peut être écoutée sur le CD/DVD Luna Park Ride lors du What Lies Beneath World Tour,, et Swanheart, également en enregistrement public publié sur le CD/DVD Beauty and the Beat(avril 2013), où elle se produit accompagnée d'un orchestre symphonique, d'un chœur et de Mike Terrana à la batterie. Elle interprète lors du Storm World Tour les chansons Passion And The Opera, Sleeping Sun et Walking in the Air.

## Liste des titres
La première édition de Oceanborn contient les titres suivant :
| 1.    | Stargazers                  | Tuomas Holopainen                 | 4:27 |
| 2.    | Gethsemane                  | Tuomas Holopainen                 | 5:16 |
| 3.    | Devil & The Deep Dark Ocean | Tuomas Holopainen                 | 4:40 |
| 4.    | Sacrament of Wilderness     | Tuomas Holopainen, Emppu Vuorinen | 4:07 |
| 5.    | Passion And The Opera       | Tuomas Holopainen                 | 4:45 |
| 6.    | Swanheart                   | Tuomas Holopainen                 | 4:41 |
| 7.    | Moondance (instrumental)    | Tuomas Holopainen                 | 3:28 |
| 8.    | The Riddler                 | Tuomas Holopainen                 | 5:10 |
| 9.    | The Pharaoh Sails to Orion  | Tuomas Holopainen                 | 6:27 |
| 10.   | Walking in the Air          | Howard Blake                      | 5:28 |
| 46:69 |                             |                                   |      |

Liste des pistes dans l'édition 2007 qui est celle commercialisée en Europe en 2023 :
| 1.    | Stargazers                                      | Tuomas Holopainen                 | 4:27 |
| 2.    | Gethsemane                                      | Tuomas Holopainen                 | 5:16 |
| 3.    | Devil & The Deep Dark Ocean                     | Tuomas Holopainen                 | 4:40 |
| 4.    | Sacrament of Wilderness                         | Tuomas Holopainen, Emppu Vuorinen | 4:07 |
| 5.    | Passion And The Opera                           | Tuomas Holopainen                 | 4:45 |
| 6.    | Swanheart                                       | Tuomas Holopainen                 | 4:41 |
| 7.    | Moondance (instrumental)                        | Tuomas Holopainen                 | 3:28 |
| 8.    | The Riddler                                     | Tuomas Holopainen                 | 5:10 |
| 9.    | The Pharaoh Sails to Orion                      | Tuomas Holopainen                 | 6:27 |
| 10.   | Walking in the Air                              | Howard Blake                      | 5:28 |
| 11.   | Sleeping Sun                                    | Tuomas Holopainen                 | 4:01 |
| 12.   | Nightquest (Titre bonus)                        | Tuomas Holopainen                 | 4:15 |
| 13.   | Sleeping Sun (live) (Titre bonus)               | Tuomas Holopainen                 | 4:31 |
| 14.   | Swanheart (live) (Titre bonus)                  | Tuomas Holopainen                 | 3:55 |
| 15.   | The Pharaoh Sails to Orion (live) (Titre bonus) | Tuomas Holopainen                 | 6:39 |
| 69:10 |                                                 |                                   |      |

## Crédits

### Membres
- Tarja Turunen - chants
- Tuomas Holopainen - claviers, chœurs sur Moondance
- Emppu Vuorinen - guitare
- Sami Vänskä - basse
- Jukka Nevalainen - batterie, chœurs sur Moondance

### Musiciens de sessions
- Tapio Wilska — voix sur Devil & The Deep Dark Ocean et The Pharaoh Sails To Orion, chœurs sur Moondance
- Esa Lehtinen — flûtes
- Plamen Dimov — violon
- Kaisli Kaivola — violon
- Markku Palola — alto
- Erkki Hirvikangas — violoncelle

### Crédits supplémentaires
- Tero Kinunen — production, enregistrement, chœurs sur Moondance
- Mikko Karmila — enregistrement, mixage
- Mika Jussila — mastering
- Toni Härkönen — photographies
- Maria Sandell — pochette d'album
- Markus Mayer — seconde pochette d'album

## Classements et certifications

### Classement en 1998
| Pays     | Chart                   | Meilleure position | Réf    |
| -------- | ----------------------- | ------------------ | ------ |
| Finlande | Suomen virallinen lista | 12                 | [ 76 ] |

### Classement en 1999
| Pays      | Chart                   | Meilleure position | Réf |
| --------- | ----------------------- | ------------------ | --- |
| Finlande  | Suomen virallinen lista | 5                  | ,   |
| Allemagne | Media Control AG        | 74                 | ,   |

### Classement en 2001
| Pays     | Chart                   | Meilleure position | Réf    |
| -------- | ----------------------- | ------------------ | ------ |
| Finlande | Suomen virallinen lista | 38                 | [ 80 ] |

### Classement en 2022
| Pays     | Chart                   | Meilleure position | Réf |
| -------- | ----------------------- | ------------------ | --- |
| Finlande | Suomen virallinen lista | 2                  | ,   |

### Certification en 1999
| Pays                    | Certification |
| ----------------------- | ------------- |
| Finlande (IFPI Finland) | Or            |

### Certification en 2001
| Pays                    | Certification |
| ----------------------- | ------------- |
| Finlande (IFPI Finland) | Platine       |